# Ascophanus globosopulvinatus
Ascophanus globosopulvinatus är en svampart som först beskrevs av Crossl., och fick sitt nu gällande namn av Boud. ex Ramsb. 1913. Ascophanus globosopulvinatus ingår i släktet Ascophanus och familjen Ascobolaceae.   Inga underarter finns listade i Catalogue of Life.